# Saint-Bazile-de-Meyssac
Saint-Bazile-de-Meyssac (okzitanisch Sent Mauvire) ist eine französische Gemeinde mit 137 Einwohnern (Stand 1. Januar 2022) in der Region Nouvelle-Aquitaine im Département Corrèze am westlichen Rand des Zentralmassivs. Die Einwohner nennen sich  Bazilois(es).

## Geografie
Tulle, die Präfektur des Départements, liegt ungefähr 30 Kilometer nördlich, Brive-la-Gaillarde etwa 26 Kilometer nordwestlich und Beaulieu-sur-Dordogne rund 15 Kilometer südöstlich. An der östlichen Gemeindegrenze verläuft der Fluss Sourdoire.

### Nachbargemeinden
Nachbargemeinden von Saint-Bazile-de-Meyssac sind Lagleygeolle im Norden, Le Pescher im Nordosten, Lostanges im Osten, Marcillac-la-Croze im Südosten, Saint-Julien-Maumont im Süden und Meyssac im Westen.

### Verkehr
Die Anschlussstelle 52 zur Autoroute A20 liegt etwa 24 Kilometer nordwestlich.

## Wappen
Beschreibung: Das Wappen ist geviert, Feld 1 und 4  in Blau ein silberner Sparren begleitet von drei goldenen Sternen, die Felder 2 und 3 in Blau fünf silberne Balken und mit aufgelegten roten Schrägbalken.
•

## Bevölkerungsentwicklung
| Jahr      | 1962 | 1968 | 1975 | 1982 | 1990 | 1999 | 2007 | 2017 |
| Einwohner | 176  | 191  | 168  | 148  | 140  | 151  | 156  | 130  |